# The Mirror and the Rascal
The Mirror and the Rascal - Lo specchio e la canaglia è un film del 2019 diretto da Valerio de Filippis, libero adattamento del Riccardo III di William Shakespeare.

## Distribuzione
Il 12 giugno 2019 il film è stato presentato in anteprima a Roma presso il cinema Azzurro Scipioni.